# Garde nationale slovène
La garde nationale slovène (slovène : Slovensko domobranstvo) est une milice organisée en Slovénie par les puissances de l'Axe pour combattre la résistance durant l'occupation de la Yougoslavie. Ses membres sont appelés Domobranci, à ne pas confondre avec ceux de la garde nationale croate (Domobrani).

## Création
Après l'invasion de la Yougoslavie, le territoire de la Slovénie est divisée entre l'Allemagne, l'Italie et la Hongrie. En 1943, à la suite du retrait italien, la province de Ljubljana, la partie de la Slovénie précédemment occupée par l'Italie, passe sous contrôle allemand. La garde nationale slovène fut formée le 23 septembre 1943 sur ordre du général SS Erwin Rösener, remplaçant la Milice volontaire anticommuniste précédemment mise sur pied par les Italiens.
Utilisés comme une force de police auxiliaire contre le Front de libération, la branche slovène des Partisans, les Domobranci sont composés d'unités d'infanterie et d'artillerie. L'un des principaux responsables de la garde nationale slovène est le général Leon Rupnik, qui exerce les fonctions d'Inspecteur en chef.

## Relations avec l'occupant
Le mouvement est assez hétérogène quant à l'idéologie de ses membres et à leurs positions envers les occupants. Si une partie des Domobranci, dont Leon Rupnik - qui prononce à deux reprises un serment de loyauté envers Adolf Hitler durant l'occupation - sont engagés dans la collaboration avec l'Allemagne, une autre partie sont  avant tout des partisans de l'indépendance de la Slovénie, espérant obtenir par la collaboration l'indépendance dans le cadre de l'alliance allemande. D'autres souhaitent lutter contre les communistes avant tout par allégeance envers l'église catholique. 
Le manque de loyauté d'une partie des Domobranci s'avère problématique pour les Allemands au fur et à mesure de l'occupation. Un responsable militaire, Ernest Peterlin, ancien responsable slovène de la Milice volontaire anticommuniste, est arrêté quand ses liens avec la résistance sont découverts, et envoyé à Dachau. Il est ensuite ramené en Yougoslavie après la libération des camps, et exécuté par les communistes.

## Dissolution
La garde nationale slovène cesse d'exister en mai 1945, à la fin de l'occupation. Environ 12 000 de ses membres parviennent à gagner l'Autriche. Désarmés par les Britanniques, ils sont ensuite confinés  dans des camps dans la région de Klagenfurt, puis renvoyés en Yougoslavie et remis aux communistes. Beaucoup sont alors sommairement exécutés.